# چون بیونگ-کوان
چون بیونگ-کوان (انگلیسی: Chun Byung-kwan؛ زادهٔ ۴ نوامبر ۱۹۶۹) وزنه‌بردار اهل کره جنوبی است.